# Топору (комуна)
Топору (рум. Toporu) — комуна у повіті Джурджу в Румунії. До складу комуни входять такі села (дані про населення за 2002 рік):
- Томулешть (890 осіб)
- Топору (1686 осіб) — адміністративний центр комуни

Комуна розташована на відстані 58 км на південний захід від Бухареста, 28 км на північний захід від Джурджу.

## Населення
За даними перепису населення 2002 року у комуні проживали 2576 осіб.
Національний склад населення комуни:
| Національність | Кількість осіб | Відсоток |
| -------------- | -------------- | -------- |
| румуни         | 2520           | 97,8%    |
| цигани         | 54             | 2,1%     |
| угорці         | 2              | 0,1%     |

Рідною мовою назвали:
| Мова      | Кількість осіб | Відсоток |
| --------- | -------------- | -------- |
| румунська | 2573           | 99,9%    |
| циганська | 3              | 0,1%     |

Склад населення комуни за віросповіданням:
| Релігія     | Кількість осіб | Відсоток |
| ----------- | -------------- | -------- |
| православні | 2557           | 99,3%    |
| лютерани    | 14             | 0,5%     |
| адвентисти  | 3              | 0,1%     |
| бретрени    | 2              | 0,1%     |